# Walter Greulich
Walter Greulich (* 1952) ist ein deutscher Physiker, Lektor und Lexikograf.

## Leben
Greulich studierte Physik an der Justus-Liebig-Universität Gießen. Von 1983 bis 1992 war er Redakteur und Lektor beim Wiley-VCH Verlag. Seit 1992 arbeitet er als freier Lektor und Berater. Er war u. a. Lehrbeauftragter an der Hochschule der Medien in Stuttgart und der Berufsakademie Mannheim.

## Schriften (Auswahl)
- mit Ralf Plenz: Das Manuskript auf Diskette. Programme, Formate, Konvertierungsmöglichkeiten, Empfehlungen. Input-Verlag, Hamburg 1996, ISBN 3-930961-10-5.
- Wörterbuch der Physik. Deutsch, Englisch. Englisch, Deutsch. Spektrum Akademischer Verlag, Heidelberg 1997, ISBN 3-86025-231-3.
- red. Leitung: Der Brockhaus, Computer und Informationstechnologie. Hardware, Software, Multimedia, Internet, Telekommunikation. Brockhaus, Mannheim 2002, ISBN 3-7653-0251-1.
- red. Leitung: Fachlexikon Computer. Das umfassende Anwenderlexikon für den gesamten IT-Bereich und alle Plattformen. Brockhaus, Leipzig 2003, ISBN 3-7653-0250-3.
- hrsg.: Lexikon der Physik. 2 Bände, Spektrum Akademischer Verlag, Heidelberg 2003.
- mit Hans Friedrich Ebel und Claus Bliefert: Schreiben und Publizieren in den Naturwissenschaften. (Ab) 5. Auflage, Wiley-VCH, Weinheim 2006, ISBN 3-527-30802-4.
- red. Leitung: Das große Welt-Lexikon in 21 Bänden. Brockhaus, Mannheim 2007, ISBN 978-3-7653-3331-6.
- hrsg. mit Ralf Plenz: Verlagsratgeber Lektorat. Modernes technisches Handwerkszeug für Lektoren. Input-Verlag, Hamburg 2009, ISBN 978-3-930961-32-0.